# Raffaele Di Risio
Raffaele Di Risio (Baranello, 13 maggio 1954) è un ex calciatore italiano, di ruolo centrocampista.

## Carriera
Inizia la sua carriera nel Campobasso, tra i campionati di Promozione e Serie D (e una breve parentesi all'Aesernia), nel ruolo di attaccante. Debutta in Serie B nel 1973 con l'Avellino, dove non trova molto spazio; l'annata in Irpinia si rivela tuttavia importante sul piano personale, poiché l'allenatore Antonio Giammarinaro lo arretra definitivamente a centrocampo. La stagione successiva si accasa alla Pro Cavese, in Serie D, e dopo due anni passa alla Juventus Stabia nella stessa categoria.
Dopo un anno alla Salernitana in Serie C, debutta in Serie B nella stagione 1978-1979 con la neopromossa Nocerina, disputando 23 gare e segnando una rete; dopo la retrocessione avvenuta al termine del campionato, veste la maglia rossonera anche nel successivo torneo di Serie C1 prima di passare alla Triestina.
Nel 1981 torna a Campobasso. Si ferma in Molise per cinque anni, divenendo ben presto un «fedelissimo» della squadra rossoblù: ottiene la promozione in Serie B al termine del campionato di Serie C1 1981-1982 e disputa le successive quattro stagioni in serie cadetta, per un totale di 73 presenze e un gol. A causa di un infortunio molto serio rimediato nel 1984, nella gara di Coppa Italia contro l'Ascoli (cinque legamenti della caviglia sinistra rotti), e da cui non si riprese mai del tutto, sveste la maglia del Lupo dopo avere totalizzato 141 presenze e 7 gol in campionato, concludendo la sua carriera nell'Interregionale con il Castel di Sangro. Nel 1991 torna a giocare a calcio solo per una partita, nell'Isernia. Finita la stagione, si ritira all'età di 37 anni.

## Statistiche

### Presenze e reti nei club
| Stagione          | Squadra           | Campionato        | Campionato | Campionato | Coppe nazionali | Coppe nazionali | Coppe nazionali | Totale | Totale |
| Stagione          | Squadra           | Comp              | Pres       | Reti       | Comp            | Pres            | Reti            | Pres   | Reti   |
| ----------------- | ----------------- | ----------------- | ---------- | ---------- | --------------- | --------------- | --------------- | ------ | ------ |
| 1970-1971         | Campobasso        | P                 | 11         | 3          | CID             | 0               | 0               | 11     | 3      |
| 1971-1972         | Isernia           | Prima Categoria   | ?          | ?          | -               | -               | -               | ?      | ?      |
| 1972-1973         | Campobasso        | D                 | 24         | 4          | -               | -               | -               | 24     | 4      |
| 1973-1974         | Avellino          | B                 | ?          | ?          | CI              | 1               | 0               | 1+?    | ?      |
| 1974-1975         | Cavese            | D                 | 33         | 4          | -               | -               | -               | 33     | 4      |
| 1975-1976         | Cavese            | D                 | 30         | 3          | -               | -               | -               | 33     | 4      |
| Totale Pro Cavese | Totale Pro Cavese | Totale Pro Cavese | 63         | 7          |                 | -               | -               | 63     | 7      |
| 1976-1977         | Juve Stabia       | D                 | 28         | 7          | -               | -               | -               | 28     | 7      |
| 1977-1978         | Salernitana       | C                 | 32         | 2          | CIS             | ?               | ?               | 32     | 2      |
| 1978-1979         | Nocerina          | B                 | 23         | 1          | CI              | 2               | 0               | 25     | 1      |
| 1979-1980         | Nocerina          | C1                | 30         | 1          | CIS             | ?               | ?               | 30     | 1      |
| Totale Nocerina   | Totale Nocerina   | Totale Nocerina   | 53         | 2          |                 | 2+?             | ?               | 55+?   | 2+?    |
| 1980-1981         | Triestina         | C1                | 32         | 1          | CIS             | ?               | ?               | 32     | 1      |
| 1981-1982         | Campobasso        | C1                | 33         | 1          | CIC             | 12              | 0               | 45     | 1      |
| 1982-1983         | Campobasso        | B                 | 29         | 0          | CI              | 5               | 0               | 34     | 0      |
| 1983-1984         | Campobasso        | B                 | 32         | 1          | CI              | 4               | 0               | 36     | 1      |
| 1984-1985         | Campobasso        | B                 | 6          | 0          | CI              | 3               | 0               | 9      | 0      |
| 1985-1986         | Campobasso        | B                 | 6          | 0          | CI              | 4               | 0               | 10     | 0      |
| Totale Campobasso | Totale Campobasso | Totale Campobasso | 141        | 7          |                 | 28              | 0               | 169    | 7      |
| 1986-1987         | Castel di Sangro  | I                 | ?          | ?          | -               | -               | -               | ?      | ?      |
| 1991              | Isernia           | P                 | 1          | 0          | -               | -               | -               | 1      | ?      |
| Totale carriera   | Totale carriera   | Totale carriera   | 316+?      | 21+?       |                 | 21+?            | ?               | 350+?  | 21+?   |